# Sali Berisha
Sali Ram Berisha (ur. 15 października 1944 w Tropoi) – albański polityk, lekarz i nauczyciel akademicki, długoletni deputowany, współzałożyciel i lider Demokratycznej Partii Albanii, w latach 1992–1997 prezydent Albanii, w latach 2005–2013 premier Albanii.

## Życiorys

### Działalność do 1992
W 1967 ukończył studia medyczne na Uniwersytecie Tirańskim. Specjalizował się w kardiologii, pracował na macierzystej uczelni, na której doszedł do stanowiska profesora. Podjął również praktykę zawodową w szpitalu centralnym w Tiranie. Wstąpił do komunistycznej Albańskiej Partii Pracy, co umożliwiło mu zagraniczne wyjazdy naukowe. Uzyskał stypendium przyznane przez UNESCO, dzięki któremu odbył staż badawczy w Paryżu. Prowadził badania z zakresu hemodynamiki, nawiązał współpracę z europejskimi czasopismami naukowymi.
Pod koniec 1989, gdy w państwach bloku wschodniego następował rozpad rządów komunistycznych, Sali Berisha dołączył do środowisk domagających się przeprowadzenia reform w Albanii. Zażądał od reżimu zniesienia monopolu partyjnego i wprowadzenia gospodarki rynkowej. Stał się jedną z głównych postaci formalnie nielegalnej, ale tolerowanej albańskiej opozycji. W sierpniu 1990 na spotkaniu intelektualistów zwołanym przez Ramiza Alię zgłosił m.in. postulaty demokratyzacji zgodnej ze standardami Rady Europy czy usunięcia pomników Józefa Stalina. We wrześniu w artykule opublikowanym przez gazetę „Bashkimi” skrytykował wprowadzane reformy, które określił mianem kosmetycznych. W tym samym roku opuścił partię komunistyczną, współtworząc w grudniu 1990 Demokratyczną Partię Albanii, na czele której stanął w 1991.
W ramach przemian politycznych w marcu tegoż roku doszło do wyborów wielopartyjnych, w których komuniści zapewnili sobie większość w 250-osobowym parlamencie. Sali Berisha uzyskał wówczas jeden z 75 mandatów, które przypadły pozostającym w opozycji demokratom. W maju został przyjęty przez grupę amerykańskich kongresmenów, do których zaapelował o zaangażowanie USA w pomoc gospodarczą dla Albanii. W czerwcu wprowadził Demokratyczną Partię Albanii do rządu jedności narodowej, na czele którego stanął komunista Ylli Bufi. Zaczął wkrótce stawiać kolejne żądania, m.in. przeprowadzenia postępowań karnych wobec podejrzewanych o korupcję działaczy komunistycznych. Po ich odrzuceniu w grudniu doprowadził do zerwania koalicji. Kryzys polityczny i gospodarczy doprowadził do kolejnych wyborów w marcu 1992 – demokraci odnieśli w nich zdecydowane zwycięstwo (zdobywając 92 miejsca w 140-osobowym Zgromadzeniu Albanii). Sali Berisha został ponownie wybrany na posła.

### Działalność w latach 1992–1997
9 kwietnia 1992 parlament większością 96 głosów powołał go na nowego prezydenta Albanii, pierwszego niekomunistycznego od 1944. Nowym premierem został archeolog Aleksandër Meksi, a przywództwo w partii przekazano adwokatowi Eduardowi Selamiemu. Albania w tym czasie była najbiedniejszym i najsłabiej rozwiniętym krajem w Europie. W 1992 PKB spadł o 9%, inflacja wyniosła 250%, a stopa bezrobocia 40%. Dochodziło do braków zaopatrzenia w podstawowe produkty i przerw w dostawach energii. Istotnym źródłem przychodów wielu rodzin były przekazy pieniężne przesyłane przez imigrantów zarobkowych pracujących głównie w Grecji i Włoszech. W okresie prezydentury Salego Berishy przeprowadzono szereg reform gospodarczych celem transformacji gospodarki w wolnorynkową. Doszło do uwolnienia cen, liberalizacji handlu, ograniczenia wydatków państwowych, dekolektywizacji gruntów rolnych i prywatyzacji. Skutkowało to wzrostem gospodarczym i w pierwszych latach znaczącym ograniczeniem inflacji.
Z inicjatywy prezydenta przeprowadzono też szereg inicjatyw w kierunku dekomunizacji, uderzających w dużej mierze w liderów postkomunistycznej Socjalistycznej Partii Albanii. Przewodniczący tego ugrupowania, były premier Fatos Nano, został oskarżony o korupcję oraz nadużycia władzy i skazany w kontrowersyjnym procesie na karę 12 lat pozbawienia wolności. W listopadzie 1994 prezydent poniósł porażkę, gdy w referendum odrzucono promowany przez niego projekt zwiększającej uprawnienia głowy państwa nowej konstytucji. W polityce zagranicznej opowiadał się za bliską współpracą ze Stanami Zjednoczonymi i członkostwem Albanii w NATO. Działał na rzecz ochrony i wspierania praw ludności albańskiej w Kosowie czy Macedonii. W 1995 Albania pod jego przywództwem została przyjęta do Rady Europy.
Wybory parlamentarne z 1996, częściowo zbojkotowane przez socjalistów i krytykowane przez OBWE z uwagi na różne nieprawidłowości, przyniosły ponowne zwycięstwo demokratom. W styczniu 1997 doszło do kryzysu, który wywołała fala bankructw piramid finansowych, skutkująca stratami rzędu miliarda dolarów (około 1/3 ówczesnego PKB Albanii). W rezultacie doszło do szeregu niepokojów społecznych, których nie uspokoiły deklaracje władz o odszkodowaniach czy liczne aresztowania osób powiązanych z systemem piramid finansowych. Gwałtowne i narastające demonstracje doprowadziły na początku marca 1997 do wprowadzenia stanu wyjątkowego. W tymże miesiącu parlament ponownie wybrał Salego Berishę na prezydenta. Dalsze masowe protesty, łączące się z grabieżami, podpaleniami oraz napadami na placówki wojskowe i policyjne, wymusiły zmianę rządu – nowym premierem został socjalista Bashkim Fino. Przedterminowe wybory parlamentarne przyniosły postkomunistom zdecydowane zwycięstwo. W lipcu 1997 odmawiający współpracy z socjalistami Sali Berisha złożył rezygnację z urzędu prezydenta.

### Działalność od 1997
Jeszcze w 1997 powrócił na funkcję przewodniczącego Demokratycznej Partii Albanii, stając się liderem opozycji. Objął też ponownie mandat deputowanego, uzyskiwał reelekcję w kolejnych wyborach. Był przywódcą protestów, które wybuchły w 1998 po zamordowaniu demokratycznego posła Azema Hajdariego, a które wymusiły dymisję premiera Fatosa Nano (który rozważał wcześniej doprowadzenie do aresztowania byłego prezydenta pod zarzutem zdrady w związku z wywołanymi zamieszkami). Jego ugrupowanie również w 2001 przegrało wybory, które sam uznał za sfałszowane. Jako lider opozycji prowadził przez długi czas politykę wiecową, w swoich przemówieniach ostro atakując rządzących socjalistów.
W 2005 sojusz ugrupowań centroprawicowych wygrał wybory, we wrześniu tegoż roku przewodniczący demokratów objął stanowisko premiera Albanii. W 2009 utrzymał tę funkcję na kolejną kadencję dzięki porozumieniu z lewicową formacją Ilira Mety. Urząd premiera sprawował do września 2013, odchodząc po przegranej w następnych wyborach parlamentarnych. W tym samym roku na funkcji przewodniczącego partii zastąpił go Lulzim Basha. Sali Berisha pozostał aktywny w albańskiej polityce. W 2017, 2021 i 2025 wybierany ponownie do Zgromadzenia Albanii.
W 2021 Lulzim Basha zdecydował o jego wykluczeniu z frakcji poselskiej demokratów. Konflikt między politykami i słabe wyniki wyborcze demokratów w 2022 doprowadziły do rezygnacji Lulzima Bashy z kierowania partią. W maju tegoż roku Sali Berisha wygrał wybory na nowego przewodniczącego ugrupowania (czego nie uznała część działaczy związana z poprzednim kierownictwem).
W grudniu 2023 został osadzony w areszcie domowym w związku z postępowaniem w sprawie korupcji. W czerwcu 2024 sąd rozstrzygnął spór odnośnie do przywództwa w partii, orzekając na korzyść Saliego Berishy.

## Życie prywatne
Żonaty z Liri Berishą (pediatrą), ma córkę i syna.